# 佛爾嶺石窟
佛爾嶺石窟位於四川省巴中市通江縣，文物遺址年代判定為唐。2012年7月16日公佈為第八批四川省文物保護單位。
佛爾嶺石窟位於四川省巴中市通江縣文勝鄉白石寺村。從龕窟特徵及造像儀軌可推定為唐代所建，現存窟龕18個，內含空龕2個，造像243尊，碑刻1通，分佈面積109.9平方米，均分佈在二塊自然巨石及一崖壁上，分東、西、南三區，呈三角形佈局。東區8龕，造像107尊，西區7龕，造像78尊，碑刻1通，兩區相距約50米，南區崖壁上3龕，造像58尊，西、南兩區相距約20米。窟盒形式有外方內圓三層龕、外方內圓雙層龕、外方內帳形龕、外方內屋形龕、單層圓形龕、雙層方形龕六種。最大窟龕高1.4米，寬1.48米，深1.83米。石刻裝飾比較華麗，龕楣刻卷草，龕內刻菩提樹等圖案。以佛教造像為主，也有佛道合龕造像，佛教造像題材有佛、化佛、菩薩、弟子、力士、天王、天龍八部、阿修羅及供養人像等；道教內容主要為表現道教崇拜形象。造像組合形式有一佛、二弟子、二菩薩；一佛、二弟子、二菩薩、二力士及多尊組合，龕內最多造像計36尊。最具特色的是東區7號龕中的正覺佛著菩薩裝，身後有寶瓶背屏，龕頂飛天體態輕盈而灑脫。該石窟是研究佛道合金石窟藝術和佛道並存發展史的珍貴實物資料。第三次全國文物普查新發現。